# Anthornis
Anthornis är ett släkte i familjen honungsfåglar inom ordningen tättingar. Släktet omfattar endast två arter som förekommer i Nya Zeeland, varav en är utdöd:
- Korimako (A. melanura)
- Komako (A. melanocephala) – utdöd